# VAL 206
VAL 206は、VALシリーズの1つで、マトラ(現・シーメンス・モビリティ)によって開発された、自動運転式の自動案内軌条式旅客輸送システムである。ゴムタイヤを使用するため、高い加減速性が求められる用途に適している。
名称にある206という数字は、車両の幅が206cmであることに由来する。
各列車は2両編成。無人運転であるが、必要に応じて手動運転とすることも可能。
現在は製造終了、後継車のVAL 208に移行した。VAL 208と共通運用することが可能である。

## 概要
自動運転のため、遅延が少ないほか、列車密度を高くできる。一方、当列車は基本的に2両編成であるため、利用者が少ない地域や中規模都市に適している。

### 車内
車両は狭いものの、窓が大型であるため開放感ある車内とした。ヨーロッパの気候に合わせて基本は非冷房である。
部材の多くにプラスチックが多用されているが、ドアやスタンションポールはステンレス製。
車内の色調は鉄道事業者により様々。

### 走行機器
制御方式はGTOサイリスタを用いたチョッパ制御方式で、直流電動機を駆動させる。主電動機はエリコン製の4 ELG 2330型(1時間定格出力123kW, 端子電圧720V, 定格電流400A, 定格回転数1,520rpm, 最高許容回転数3,806rpm, 質量678kg)を車体に装荷し、動力はカルダンジョイントとハイポイドギアを介して伝達される。

## 導入都市
| 都市                | 事業者             | 導入年 | 備考                                       |
| ------------------- | ------------------ | ------ | ------------------------------------------ |
| リール              | リールメトロ       | 1982年 |                                            |
| トゥールーズ        | トゥールーズメトロ | 1993年 | 2011年から2014年にかけて車両が改装された。 |
| パリ (オルリー空港) | オルリーヴァル     | 1990年 |                                            |